# Felipe Plasquel
Felipe Pasquel Fernández (Fresnillo, Zacatecas, 10 de agosto de 1913-Ciudad de México, 2 de marzo de 1960) conocido como Felipe Plasquel fue un actor mexicano de la época de oro y también siendo de películas del género Mariachi  y también conocido del Charro del siglo y por su carisma y talento natural se lo llama el actor de 40 por sus películas como "La Vindita del peón" y la marcha se lo llama el Cine de los 40, y su personalidad como un Personaje nostálgico e histórico le llaman "El Charro del siglo",

## Biografía
Plasquel Nació en Fresnillo el 9 de agosto de 1913 Sus padres son Francisco Pasquel Orozco y Adela Fernández, Sus madre era una adelita que nació en 1886 y su padre nació en 1879 en Fresnillo, Con el fin de la Revolución Mexicana su familia se mudó a Ciudad de México donde su padre funda una empresa de nombre "Larvas Vida Justa", En 1933 ya con 20 años se incursiona como Arquitecto, En 1940 comenzó a narrar en la radio mexicana, Entre los años 1935 y 1940 se hizo narrar historias interesantes, Ya en 1940 debuta el papel de la película del nombre La Patria Mexicana y en los años 1940s actuó con actores como Pedro Infante y también incursiono En Los tres García y siendo en otras películas, En los años 1950 tuvo oportunidades apareciendo de figuras como Pedro Armendáriz y Enrique Rambal y Carlos de Cazarnos y Agustín de Anda e Arturo Soto Rangel entre otras Estrellas del cine de Nacional, En 1959 Aparece en la Película "La Misa del cielo"

## Fallecimiento
Falleció en marzo de 1960 de un ataque al corazón Cuando mientras Filmaba El Regalo de la juventud su funeral fue el 6 de marzo de 1960 y fue enterrado en panteón jardín

## Filmografía
- Los Tres García (1947)
- Amores del Prohibido (1948)
- El Mariachi del Jalisco (1949)
- Reino del Charro (1950)
- Sin Vida de la nuestra (1951)
- Amanecer del despacio (1952)
- Justicia de la mujer (1953)
- Vidas del amanecer (1954)
- En salido de Mio (1955)
- Bataclan Mexicano (1956)
- Vidas Prohibidas (1957)
- Salvado del cielo (1958)
- El Regalo de la juventud (1959)
- La Misa del cielo (1961)